# 羽衣甘藍
羽衣甘藍（英語：kale, borecole 學名：Brassica oleracea var. sabellica L.），又名無頭甘藍、海甘藍，是一種蔬菜，也可植入花壇裝飾。在西歐是一种冬季常见大众蔬菜，在德國俗称“绿菜”（德语：Grünkohl），通常是腌制成酸菜，用来炖肉，或者配烤香肠。有些品种具彩叶，这种彩叶甘蓝又称葉牡丹、牡丹菜。
原産於地中海至小亞細亞一帶，栽培歷史悠久，早在西元前200年古希臘就廣爲栽培，如今在英國、荷蘭、德國、美國種植較多，且品種各異，有菜用羽衣甘藍，亦有觀賞用羽衣甘藍（彩葉甘藍）。

## 形態特徵

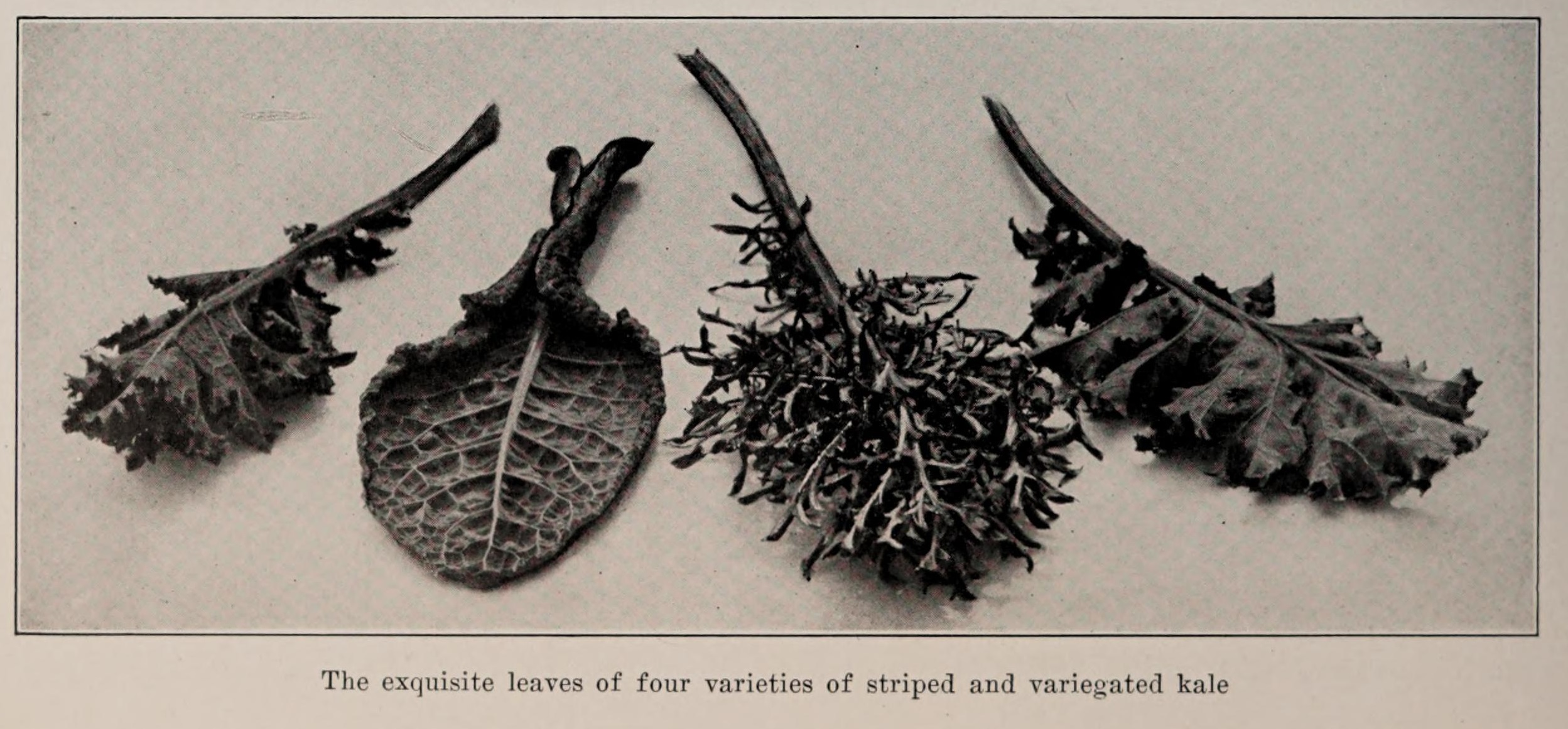
不同葉形的羽衣甘藍

羽衣甘藍是一、二年生草本植物，爲直根系，根系较浅。株高低於20厘米，連花梗長約120厘米，無分枝，葉寬大，廣倒卵形，集生莖基部，葉邊緣有波狀皺，葉柄有翼。總狀花序，十字形花冠，花小，淡黃色。花期4月。長角果細圓柱形，果熟期5-6月。

## 习性
習性喜光、不耐荫蔽，耐寒，不耐干旱，亦忌水湿。在全日照条件下，植株生长茂盛，株形紧凑，叶片亮丽，否则植株叶片松散、色泽暗淡。要求土壤中性或微酸性，以疏鬆、肥沃的沙壤土为好。

## 繁殖及栽培
播種繁殖，7月中旬將種子播於露地苗床，浇足水，在有光条件下，约经一周可發芽，出苗整齊。這期間正值夏季高溫，須注意遮陰，防暑。当幼苗长出4-5片真叶时移植一次。此时须经过0°C左右低温冻苗处理，否则会出现抽薹现象。冬季需置於冷床或冷室內栽培，春天斷霜後露地栽培。栽培期間1-2天浇水一次，保持盆土湿润，不可浇水过多，通风要良好，光照要充足。每月施1-2次富含磷、钾元素的复合肥料，少施氮肥，以免叶片生长过快，颜色变淡。需鬆土。

## 園林應用
觀賞用羽衣甘藍（彩葉甘藍）葉色華美，遇冷更豔，是不可多得的冬季早春花壇重要的觀葉植物，可佈置於花壇、岩石園，或作盆栽觀賞。

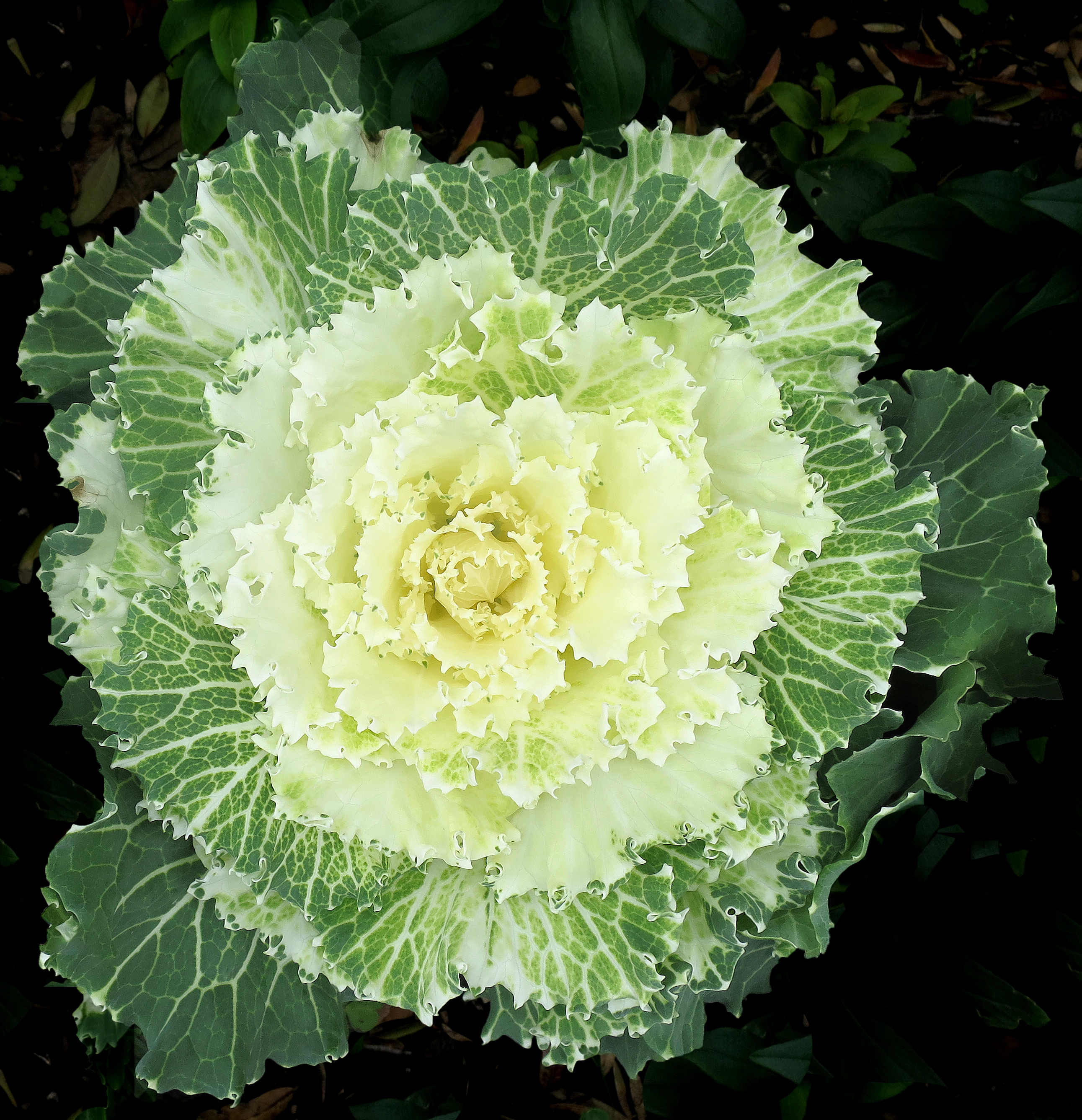
Nagoya White F1觀賞品種
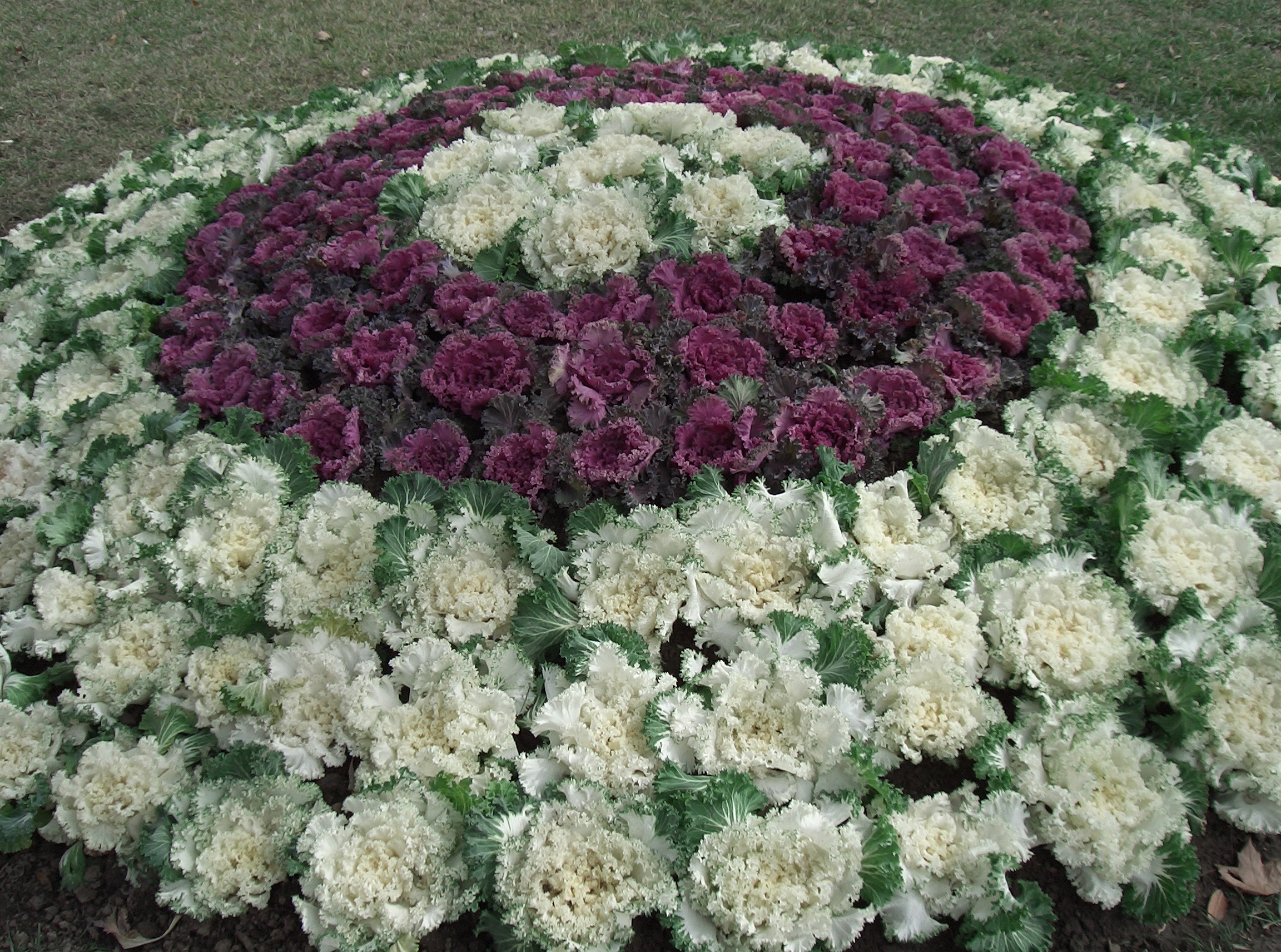
上海的花園種植白色與紫色觀葉用羽衣甘藍
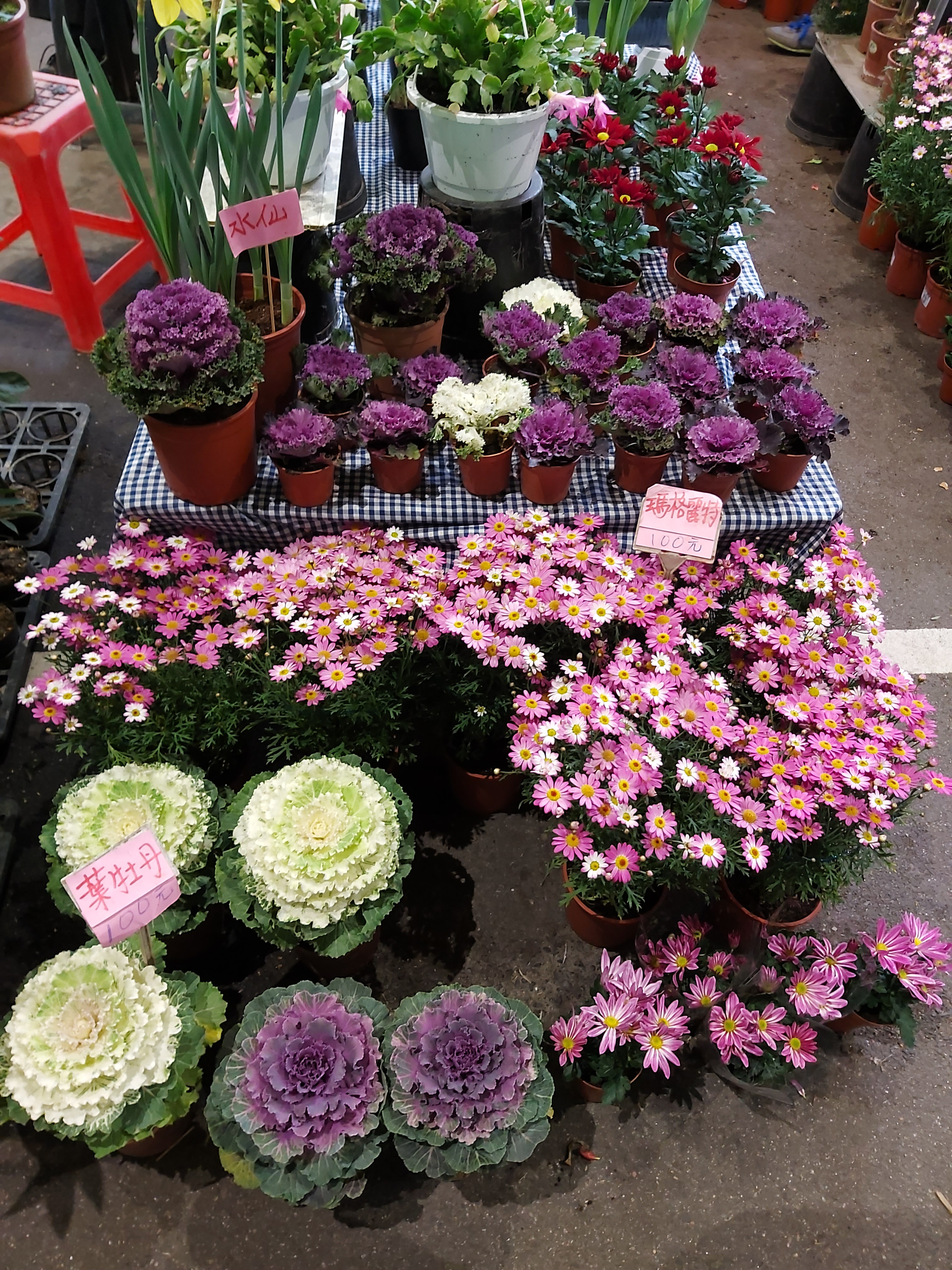
花卉市場上的葉牡丹（羽衣甘藍）和木茼蒿

## 食用
羽衣甘蓝富含β-胡萝卜素、维生素C、E、K等多种维生素和钙、铁、钾等矿物质，可以调节人体新陈代谢，多食有助于补钙，还被视为预防儿童夜盲症的首选蔬菜。同时因为它低热量、高纤维、零脂肪，被运动达人作为健身必备食材。
羽衣甘蓝可以同奶酪、水煮蛋、橙汁、黄瓜等一起拌成沙拉，也烤成脆片作为零食，口感和海苔很像。

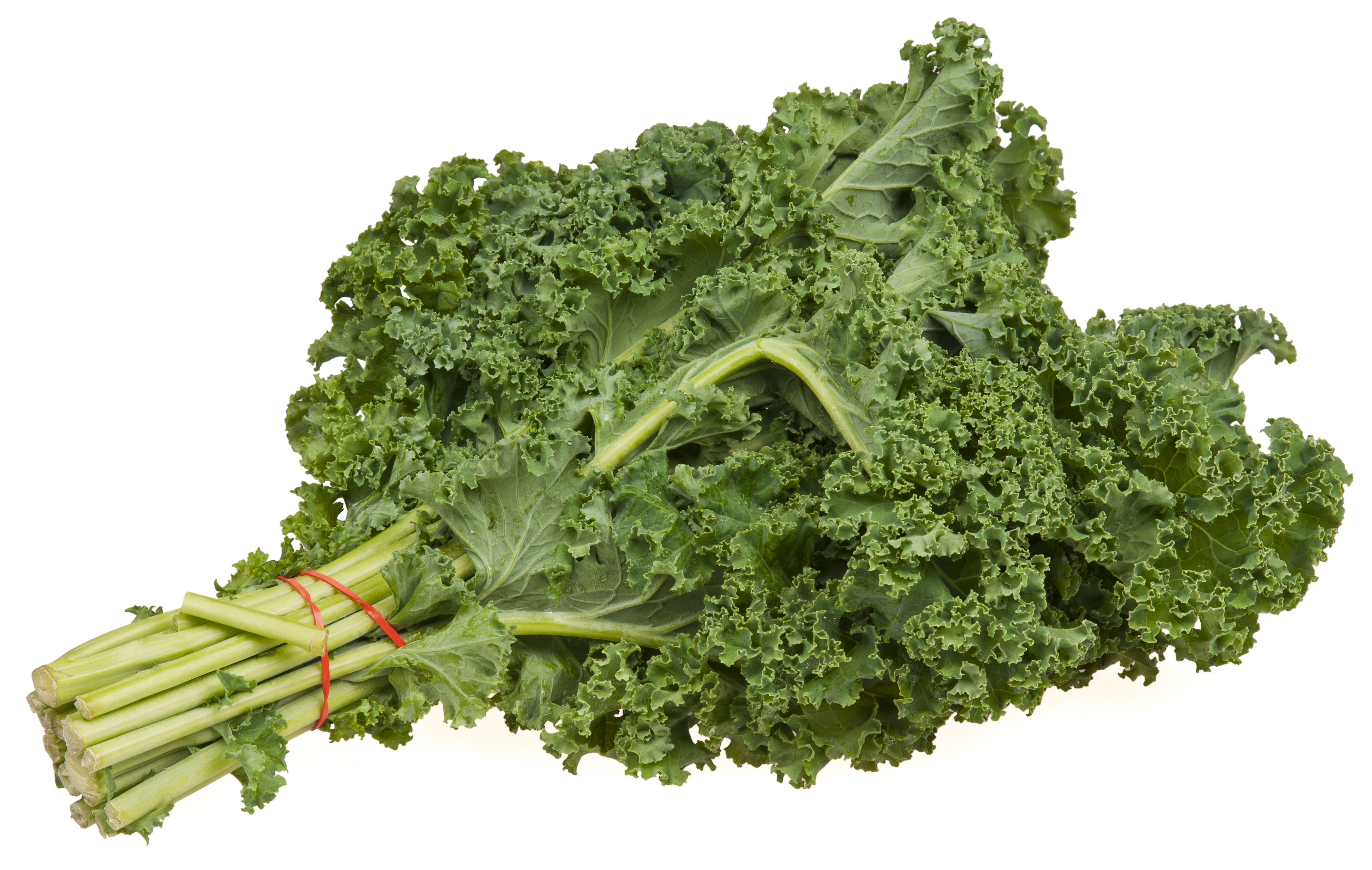
食用羽衣甘藍
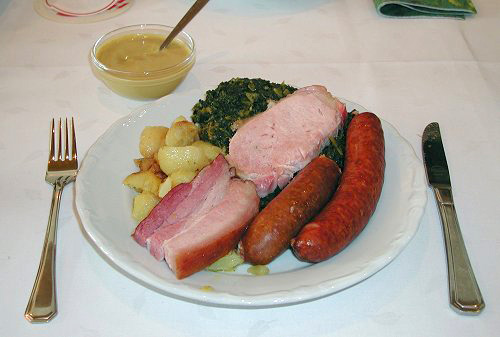
配馬鈴薯、燻肉（Kasseler、Speck）
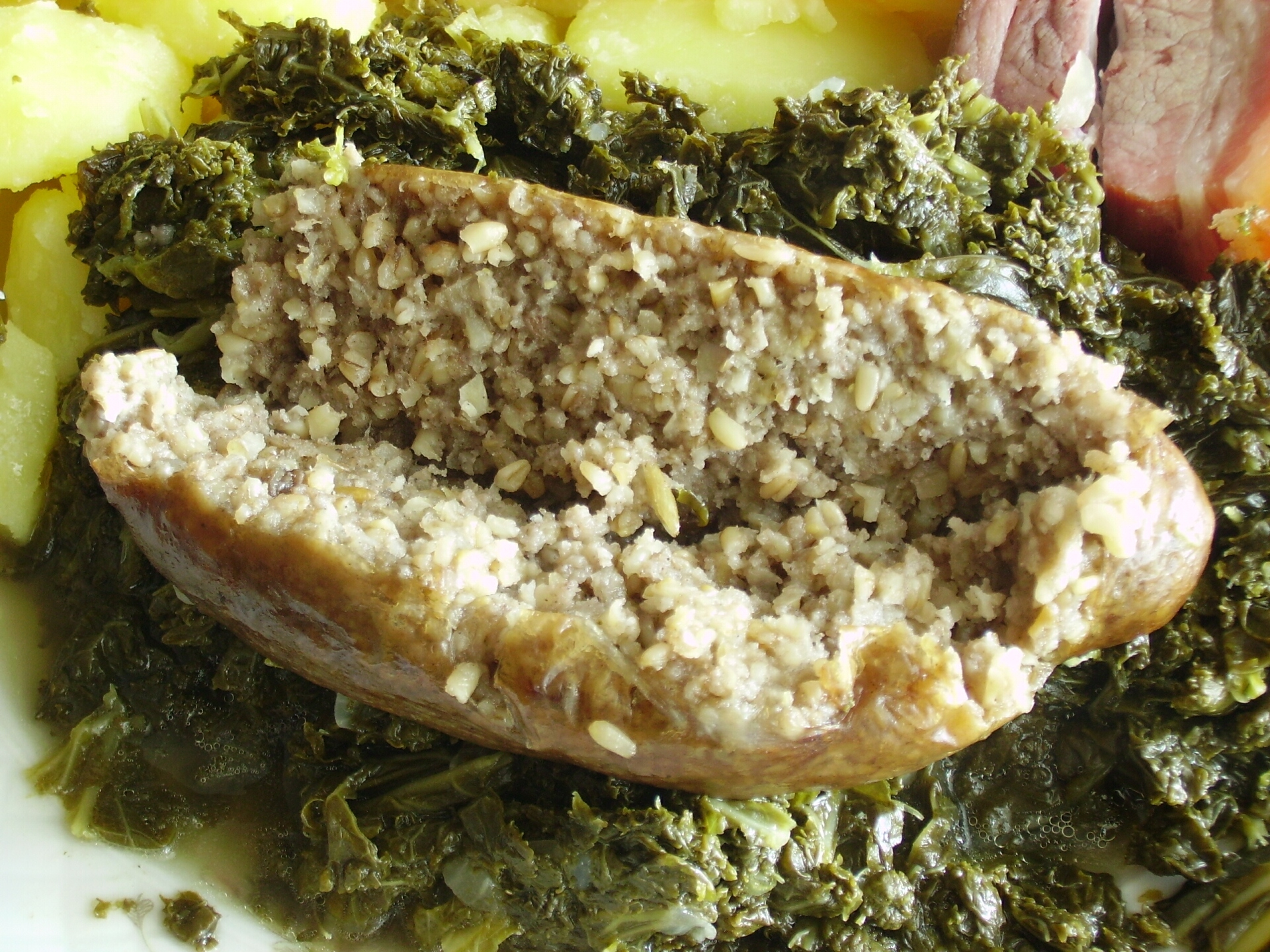
配腊肠（Pinkel）
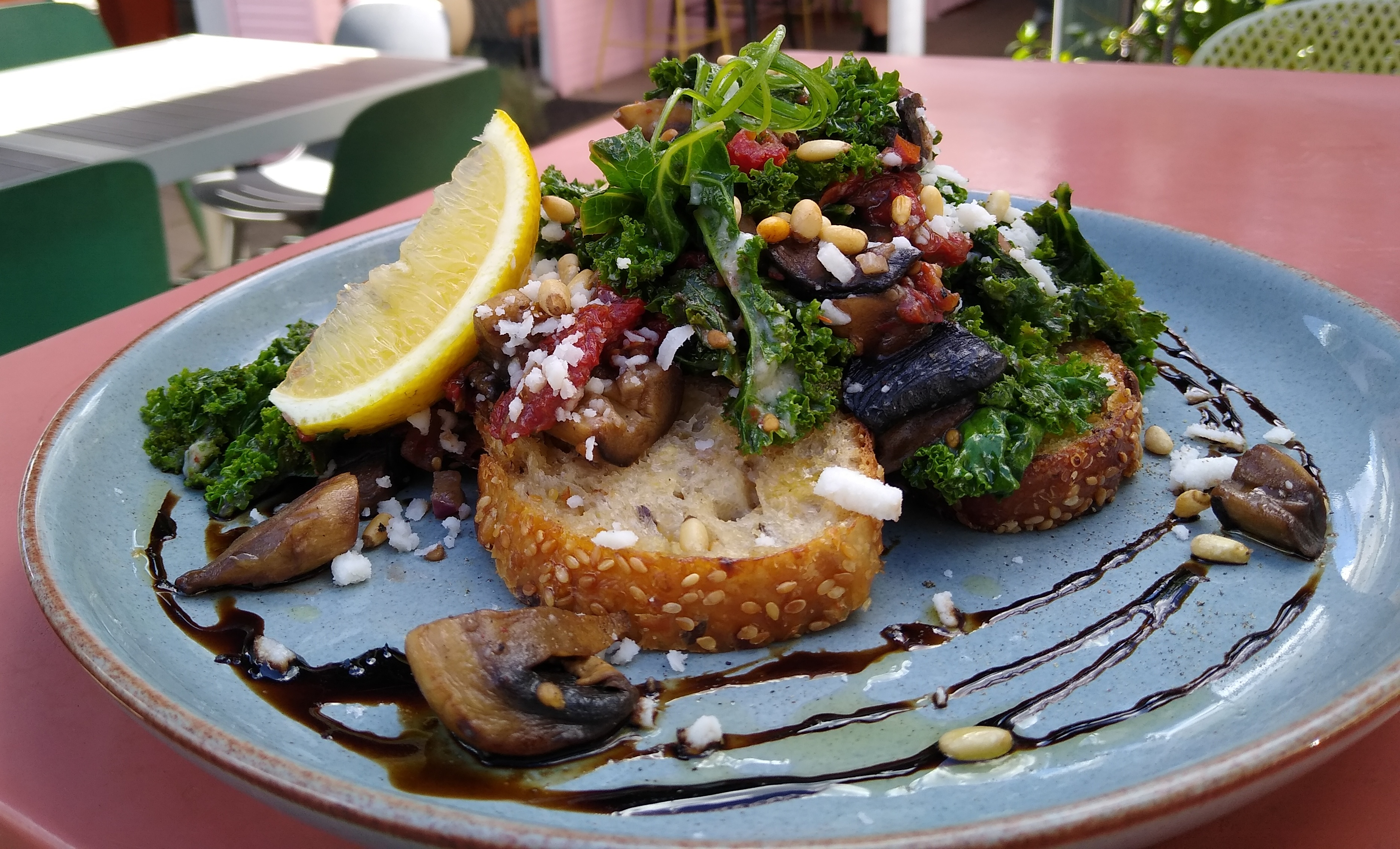
配蘑菇、面包